# 조명균
조명균(趙明均, 1957년 11월 17일~)은 대한민국의 공무원이다. 제39대 통일부 장관(2017. 7. 3.~2019. 4. 7.)을 지냈다.

## 학력
- 의정부중앙초등학교
- 의정부중학교
- 동성고등학교
- 성균관대학교 통계학 학사
- 서울대학교 행정대학원 행정학 석사

## 경력
- 1979년 제23회 행정고시 합격
- 국세청 행정사무관
- 2002년 7월~2004년 2월 통일부 교류협력국 국장
- 2004년 2월~2004년 10월 통일부 경수로사업지원기획단 정책조정부 부장
- 2004년 10월~2006년 2월 통일부 개성공단사업지원단 단장
- 2006년 2월 대통령비서실 안보정책비서관
- 국가공무원인재개발원 객원교수
- 2017년 7월 3일~2019년 4월 8일: 제39대 통일부 장관
- 서울대학교 총동창회 부회장
- 남북 의회교류포럼 자문위원
- 서울대학교 총동창회 자문위원

| 전임 홍용표 | 제39대 통일부 장관 2017년 7월 3일~2019년 4월 7일 | 후임 김연철 |